# BBC Bayreuth
BBC Bayreuth is een Duitse basketbalclub uit Bayreuth, Beieren. De club is opgericht in 1975 als Post SV Bayreuth. In het seizoen 2009/2010 werd de club kampioen van de Pro A, de Duitse tweede divisie. Sinds het seizoen 2010/2011 komen ze uit in de Basketball Bundesliga.
BBC Bayreuth werd in 1988/1989 kampioen en won in de seizoenen 1987/1988 en 1988/1989 de Duitse beker.

## Geschiedenis

### Namen
- Post SV Bayreuth (1975-1979)
- USC Bayreuth (1979-1983)
- USC Olympia Bayreuth (1983-1984)
- BG Steiner Bayreuth (1984-1989)
- Steiner Bayreuth (1989-1997)
- Basket Bayreuth (1997-1999)
- BBC Bayreuth (1999-2013)
- Medi Bayreuth (2013-2023)
- BBC Bayreuth (2023-heden)

## Erelijst
- Duits landskampioen: 1989
- Duits bekerwinnaar: 1988, 1989
- Duitse tweede klasse: 1976, 1993, 2009

## Coaches
- 1973-1978:  Peter Müller
- 1978-1978:  Rudi Lorber
- 1979-1981:  Stephen McMahon
- 1981:  Jonathan Chapman
- 1981-1982:  Leopold Dejworek
- 1982-1983:  Tom Schneeman
- 1983-1984:  John Wojtak
- 1984-1986:  Tom Schneeman
- 1986-1987:  John Treloar
- 1987-1989:  Lester Habegger

- 1989:  Karl-Heinz Graf
- 1989:  Al Svenningson
- 1989-1990:  Lester Habegger
- 1990:  Murray Arnold
- 1990-1991:  Dan Palmer
- 1991:  Lester Habegger
- 1991:  Karl-Heinz Graf
- 1991:  Eric Dennis
- 1991:  Ingo Froese
- 1992-1994:  Tom Schneeman

- 1994-1995:  Aaron McCarthy
- 1995:  Lester Habegger
- 1995-1998:  Calvin Oldham
- 1998-2002:  Georg Kämpf
- 2002-2003:  Bruce Enns
- 2003-2008:  Marco Amelow
- 2008-2009:  Derrick Taylor
- 2009-2011:  Andreas Wagner
- 2011-2013:  Marco van den Berg
- 2013:  Predrag Krunić

- 2013-2016:  Michael Koch
- 2016-2022:  Raoul Korner
- 2022-2023:  Lars Masell
- 2023-2024:  Mladen Drijenčić
- 2024-heden:  Florian Wedell

## Bekende (oud)-spelers
- Whit Holcomb-Faye
- Danny Gibson
- Matthew Tiby
- Evan Bruinsma
- Aaron Carver
- KeVaughn Allen

## Bekende fans
- Karl-Theodor zu Guttenberg[2]